# پل زردین
پل زردین (انگلیسی: Paul Zerdin؛ زادهٔ ۲۱ او ۱۹۷۲) عروسک گردان و کمدین بریتانیایی و برنده فصل ۱۰ مسابقات آمریکاز گات تلنت است.